# Moringua macrochir
Moringua macrochir is een straalvinnige vissensoort uit de familie van spaghettialen (Moringuidae). De wetenschappelijke naam van de soort is voor het eerst geldig gepubliceerd in 1855 door Bleeker.